# Daniel Catargiu
Daniel Catargiu este un fost un deputat român în legislatura 1990-1992, ales în județul Suceava pe listele partidului FSN. Deputatul Daniel Catargiu a demisionat și a fost înlocuit de deputatul Teodor Axente la data de 17 iunie 1991. A fost prefect al judetului suceava între 1990-1993.